# Donald S. Whitehead
Donald Strehle Whitehead, född 10 oktober 1888 i Berrien County i Michigan, död 2 januari 1957 i Boise i Idaho, var en amerikansk republikansk politiker. Han var Idahos viceguvernör 1939–1941 och 1947–1951.
Whitehead efterträdde 1939 Charles C. Gossett som Idahos viceguvernör och efterträddes 1941 av företrädaren Gossett. År 1947 tillträdde han på nytt som viceguvernör och efterträddes 1951 av Edson H. Deal. Sommaren 1947 meddelade Whitehead att han trodde sig ha sett ett ufo.